# 나팟 시앙솜분
나팟 시앙솜분(태국어: ณภัทร เสียงสมบุญ, 1996년 5월 5일 ~ )은 태국의 배우이자 모델이다.

## 출연 작품
- 프렌드 존 (2019)